# Alvis TD 21
La Alvis TD 21  è un'autovettura prodotta dalla casa automobilistica britannica Alvis dal 1958 al 1963. Era una versione rivista della Alvis TC 108G e la sua carrozzeria fu costruita dalla Mulliner Park Ward.

## Descrizione

### Serie I

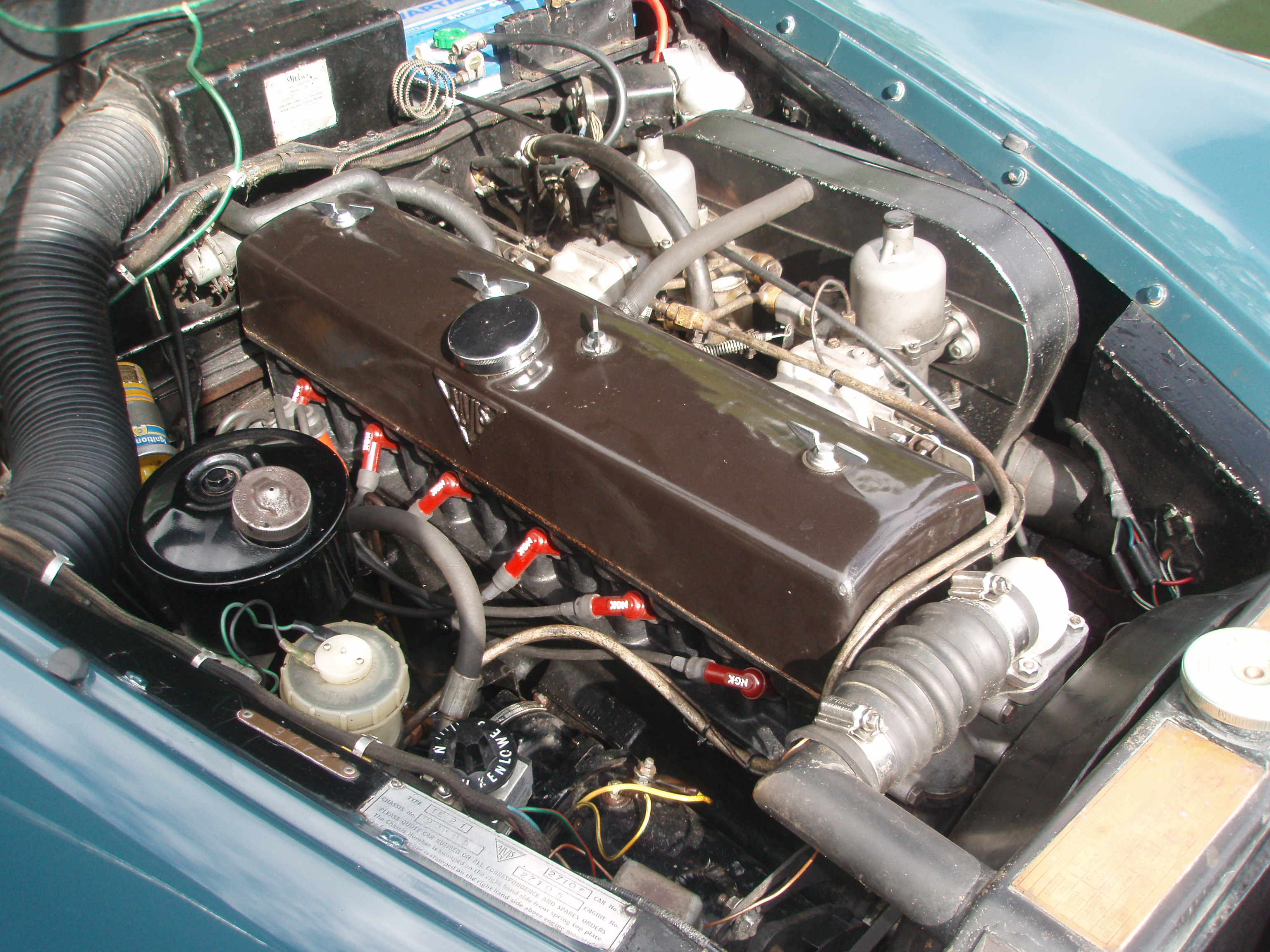
Il motore di una Alvis TD 21 del 1963

Il motore in linea a sei cilindri da 2993 cm³ di cilindrata fu potenziato, producendo 115 CV di potenza principalmente grazie a una nuova testata e a un incremento del rapporto di compressione da 8,0:1 a 8,5:1. Nuovo era anche il cambio a quattro velocità della Austin-Healey e venne offerto in opzione un cambio automatico a tre velocità della BorgWarner. La funzione overdrive venne resa disponibile sulla trasmissione manuale tra la fine del 1960 e il 1962. 
Le sospensioni erano simili a quelle della Alvis TC 21, indipendenti con molle elicoidali nell'avantreno e a balestra semiellittica nel retrotreno, ma la carreggiata fu aumentata di 25 mm arrivando a 1410 mm e all'anteriore venne adottata una barra antirollio. Le ruote a raggi erano un optional. A partire dal 1959 il sistema frenante a tamburo sulle quattro ruote venne sostituito, in favore dei dischi nella all'avantreno, ma mantenendo i tamburi nella parte posteriore.
La TD 21 era disponibile nelle versioni berlina due porte e cabriolet due porte. Una vettura con cambio manuale fu testata dalla rivista britannica The Motor nel 1960 e registrò una velocità massima di 166 km/h e un'accelerazione da 0 a 97 km/h in 13,5 secondi. Il consumo di carburante si attestava sui 14 L/100 km.

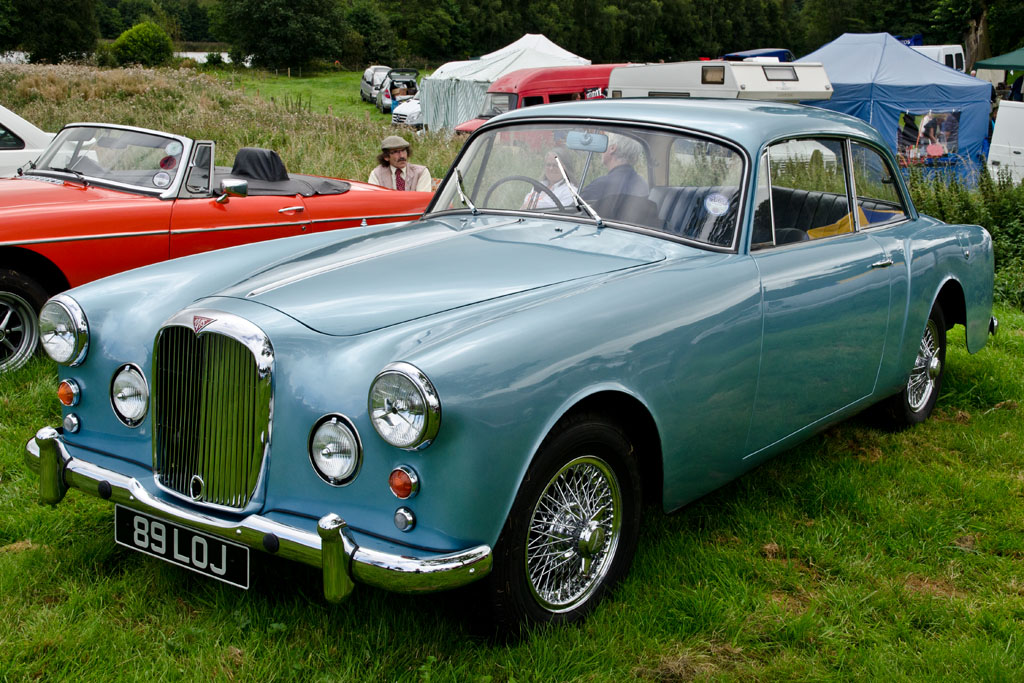
Una Alvis TD 21 Serie II

### Serie II
Nell'aprile del 1962 fu introdotta la Serie II. Venne nuovamente modificato il sistema frenante, con l'adozione dei freni a disco Dunlop su tutte e a quattro le ruote al posto dell'impianto misto dischi/tamburi. Le portiere vennero realizzate in alluminio per contenere il peso.
I fendinebbia precedentemente fissati all'estero del paraurti, furono integrati nella carrozzeria, incassati nel mezzo di nuove prese d'aria circolari. La posizione della targa e delle luci posteriori venne rivista.
Nel mese di ottobre del 1962 il cambio a quattro velocità Austin Healey venne sostituito con un più moderno ZF Friedrichshafen a cinque marce.

## Versioni speciali

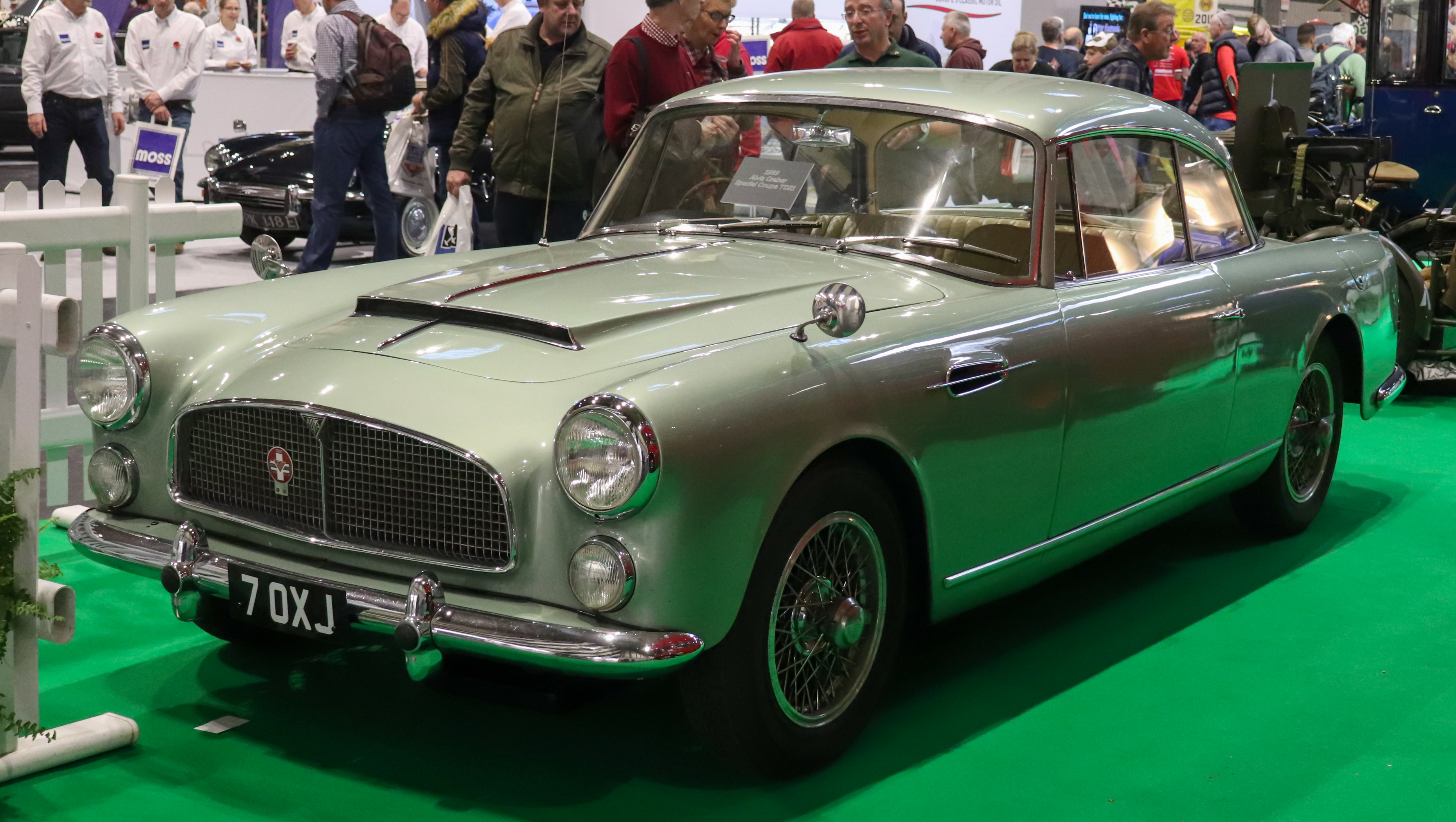
Una Alvis TD 21 Graber

Nel 1961 venne allestita una versione speciale della TD 21 cabriolet appositamente per il principe Filippo di Edimburgo. Alcuni telai della Serie II vennero carrozzati da Graber.